# Boeing E-767

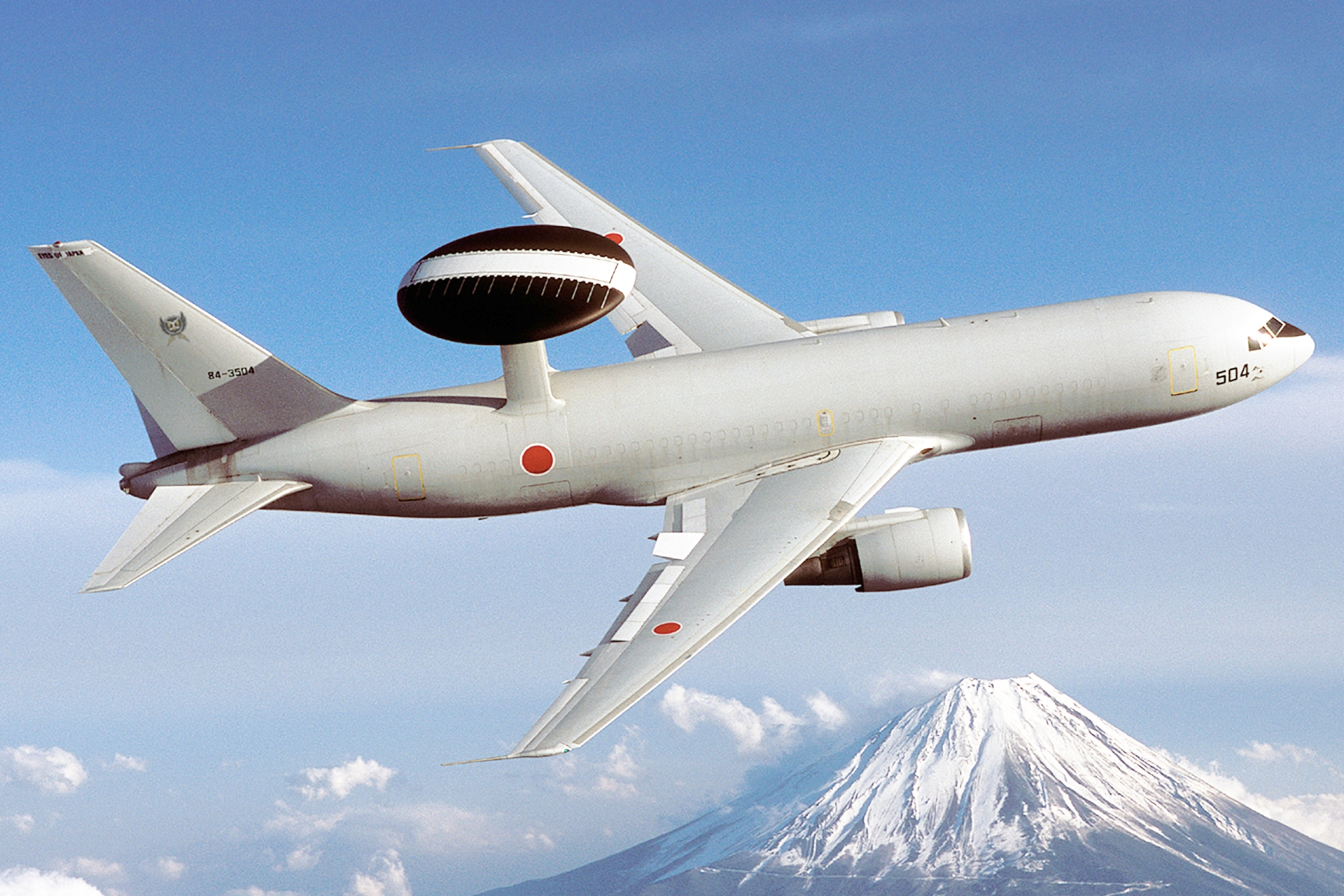
O Boeing E-767.

O Boeing E-767 é uma aeronave militar do tipo AWACS, derivada do Boeing 767 e desenvolvida pela Boeing em resposta a especificações das Forças de Autodefesa do Japão. Seu primeiro voo foi em 1994, e é considerada a sucessora do Boeing E-3 Sentry, sendo composta do sistema de radar e controle aéreo desta aeronave instalado em um Boeing 767-200.